# Klasztor Franciszkanów w Jabłonkowie
Klasztor Franciszkanów w Jabłonkowie – klasztor franciszkanów, wchodzący w skład prowincji Wniebowzięcia NMP Zakonu Braci Mniejszych w Polsce, na terenie diecezji ostrawsko-opawskiej, w Jabłonkowie w kraju morawsko-śląskim w Czechach. Klasztor i kaplica zakonna jest pw. Matki Bożej Anielskiej.

## Historia
Obecność franciszkanów sięga roku 1990. Jeden z ojców z prowincji Wniebowzięcia NMP Zakonu Braci Mniejszych w Katowicach pełnił posługę kapelana miejscowych sióstr elżbietanek oraz był wikariuszem parafialnym w jabłonkowskiej parafii pw. Bożego Ciała. W 1992 siostry udostępniły franciszkanom dom mieszkalny przy ul. Plukovníka Velebnovského 445. Wyremontowany dom i kaplicę poświęcił w 1994 metropolita ołomuniecki ks. abp Jan Graubner. Placówkę erygował prowincjał Damian Szojda 13 grudnia 1994, jest domem zakonnym od 28 grudnia 1995.
Zakonnicy są kapelanami sióstr i w ośrodku dla osób w podeszłym wieku w Jabłonkowie oraz wikariuszami miejscowej parafii, zgodnie z przepisami czeskiego prawa. Posługują wiernym w języku czeskim i polskim.

## Przełożeni[2]
- o. Syrach Janicki - prezes (1994-1995)
- o. Eligiusz Mazur - gwardian (1995-2004)
- o. Filip Kahlert - gwardian (2004-2007)
- o. Eligiusz Mazur - gwardian (2007-nadal)